# James Edward Quibell
James Edward Quibell (Newport, 11 novembre 1867 – Hertford, 5 giugno 1935) è stato un egittologo britannico.

## Biografia
Ricevette una prima educazione alla Adams Grammar School, prestigioso istituto fondato nel XVI secolo nella stessa Newport, e completò gli studi alla Christ Church di Oxford, dove conobbe e successivamente assistette il professor Flinders Petrie.
Nel 1893 Quibell lavorò con Petrie a Copto, importante sito di ritrovamenti concernenti la I dinastia egizia, e l'anno successivo a Naqada e Ballas, dove fu rinvenuta una consistente quantità di materiale predinastico che permise di gettare una nuova luce sulla storia dell'Egitto più arcaico. In particolare, Quibell ebbe il merito di rendersi conto per primo che i ritrovamenti appartenevano proprio al periodo succitato.
Successivamente, l'egittologo condusse scavi in numerosi siti, forte della solida formazione ricevuta ad Oxford e soprattutto della collaborazione con Petrie; tra essi si ricordano Tebe, dove lavorò al Ramesseo, in cui scoprì alcuni importanti papiri del Medio Regno e altro materiale iscritto, come sigilli di recipienti e contenitori; a El Kab, dove scavò tombe della III e IV dinastia , e in particolare Hierakonpolis, l'antica Nekhen: qui, affiancato dai colleghi F. W. Green e G. Somers Clarke, scoprì nel 1898 nel cosiddetto “Deposito Principale” del tempio di Horus la famosa tavoletta di Narmer, assieme ad altri importanti oggetti protodinastici, tra cui le teste delle mazze del re Scorpione e dello stesso re Narmer, e alcune statuette arcaiche di re Khasekhem, unitamente ad una porta di granito recante inciso il nome di quest'ultimo nella sua forma modificata, allorché questo sovrano della II dinastia volle mostrarsi anche nel nome come fautore dell'unità dell'Alto e del Basso Egitto: Khasekhemui. Oltre a questi ritrovamenti, si aggiungono figurine d'avorio e rilievi protodinastici, statue di rame di Pepi I e Merenra ed un grande falcone bronzeo.
Poco dopo, Quibell divenne membro della commissione per la redazione di un Catalogo Generale del museo del Cairo, ruolo che svolse con particolare scrupolosità.
Nel 1899 entrò a far parte dello staff del Servizio delle Antichità e divenne Ispettore Capo delle Antichità nel Delta e nel Medio Egitto per i successivi cinque anni, e di Luxor nell'anno 1904-1905, dove scoprì la tomba di Yuia e Tuiu.
Il 1905 fu un anno fondamentale: Quibell divenne infatti Ispettore Capo del sito di Saqqara, dove scavò presso il monastero di San Geremia, costruito con blocchi sottratti alle vicine tombe del Nuovo Regno, alcune mastabe arcaiche e presso la piramide di Teti. In ben nove anni di scavi rinvenne una grande quantità di materiale importante, specie funerario – tra cui quello proveniente dalla tomba di Hesira – molto del quale è stato collocato al museo del Cairo, e reso pubblico mediante gli Excavations at Saqqara.
Durante gli scavi a Saqqara, Quibell fu costantemente coadiuvato e assistito dalla moglie, Annie A. Quibell, che curò i disegni contenuti nelle pubblicazioni del marito, e da altri collaboratori nonché amici personali.
Nel 1913 lasciò lo scavo; fino al 1923 fu impegnato come direttore del museo Egizio del Cairo, che fece ampliare e ristrutturare.
Nel 1923 fu nominato Segretario Generale del Servizio delle Antichità, carica dalla quale si ritirò due anni dopo, per continuare ad assistere il collega C. M. Firth, che gli era succeduto nella direzione dello scavo di Saqqara.
Tra il 1931 – anno della morte di Firth – e il 1935 ottenne la direzione dei lavori alla celebre piramide a gradoni di Djoser, grazie soprattutto alla grande amicizia che lo legava a P. Lacau, testimoniata da numerosi carteggi; molta parte dei lavori fu dedicata al restauro dei reperti rinvenuti. Durante questo periodo, inoltre, l'egittologo istruì M. W. B. Emery, che sarebbe stato il suo successore nella direzione dello scavo.
Quibell continuò e approfondì il lavoro di Petrie, arricchendolo di varie pubblicazioni, in particolare concernenti il sito di Saqqara, e si interessò in modo speciale di materia copta.
Morì nel 1935 ad Hertford. In molte testimonianze viene descritto come un uomo amabile, modesto e generoso, capace di accattivare l'amicizia e la sincera partecipazione di tutti i suoi collaboratori e perfino quella dei numerosi operai, reclutati come d'uso tra i locali.